# ウズベキスタン共産党
ウズベキスタン共産党 (ウズベキスタンきょうさんとう、英語: Communist Party of Uzbekistan、ロシア語: Коммунистическая партия Узбекистана、ウズベク語: Ўзбекистон Коммунистик партияси) は、ウズベク・ソビエト社会主義共和国 (ウズベクSSR) を統治していた共産党であり、ソビエト連邦共産党の支部の一つである。

## ウズベキスタン共産党の歴代第一書記
- ウラジーミル・イワノフ (1925年2月12日 - 1927年)
- クプリアン・キルキシュ (1927年 - 1929年4月)
- ニコライ・ギカロ (1929年4月 - 1929年6月11日)
- イサーク・ゼレンスキー (1929年6月 - 1929年12月)
- アクマリ・イクラモフ (1929年12月 - 1937年9月21日)
- ピョートル・ヤコフレフ (1937年9月21日 - 1937年9月27日) (代行)
- ウスマン・ユスポフ (1937年9月27日 - 1953年4月7日)
- アミン・ニヤゾフ (1953年4月7日 - 1955年12月22日)
- ヌリトディン・ムヒトディノフ (1955年12月22日 - 1957年12月28日)
- サビル・カマロフ (1957年12月28日 - 1959年3月15日)
- シャラフ・ラシドフ (1959年3月15日 - 1983年10月31日)
- イナムジョン・ウスマンホジャエフ (1983年11月3日 - 1988年1月12日)
- ラフィク・ニシャノフ (1988年1月12日 - 1989年6月23日)
- イスラム・カリモフ (1989年6月23日 - 1991年11月3日)

1991年8月、ウズベキスタン共産党はウズベキスタン人民民主党へと改名した。